# NGC 455
NGC 455 je galaksija u zviježđu Ribe.

## Vanjske poveznice
- SEDS: NGC 455